# لبان هلدبرندي
لبان هلدبرندي أو بوسويلية هلدبرندية (الاسم العلمي:Boswellia hildebrandtii) هو نوع من النباتات يتبع جنس اللبان من الفصيلة البخورية.